# Tony Hatch
Anthony Peter «Tony» Hatch, también conocido como Fred Nightingale y Mark Anthony (Pinner, Reino Unido; 30 de junio de 1939), es un compositor inglés de teatro y televisión. También es un notable pianista, arreglista y productor discográfico.

## Vida y carrera tempranas
Tony Hatch nació en Pinner, Middlesex. Animado por sus habilidades musicales, su madre —también pianista— lo inscribió en el Colegio de Coro de Londres, cuando Hatch tenía 10 años. En lugar de continuar en la Real Academia de Música, dejó los estudios en 1955 y encontró trabajo con Robert Mellin Music en el Tin Pan Alley de Londres.
Tras algunos años de ausencia, volvió en 1959 y empezó a ser productor de artistas como Bert Weedon, Adam Faith, Josh MacRae, Jackie Dennis, Kenneth Connor y The Knightsbridge Strings. En 1960, su canción «Look For A Star», interpretada por Garry Mills y que apareció en la película Circus of Horrors, se posicionó en el Top 10 de las listas inglesas. Cuatro versiones de la canción se lanzaron simultáneamente en los Estados Unidos, incluyendo la versión original. Un año más tarde, empezó a trabajar en Pye Records, donde empezó a escribir canciones para los artistas de la discográfica, a veces bajo el seudónimo de «Mark Anthony», incluyendo la canción popular «Messing About on the River» para Josh MacRae.
En 1963, el ídolo adolescente Bobby Rydell tuvo un gran éxito con la canción «Forget Him», escrita y producida por Hatch. También escribió canciones para estrellas americanas como Big Dee Irwin, Chubby Checker, Connie Francis, Keely Smith y Pat Boone. Mientras trabajaba en Pye Records, también fue productor de muchos artistas; Benny Hill, David Bowie, Jimmy Justice
y Sacha Distel, entre otros.

## Actualidad
En la actualidad, Hatch tiene dos hijas de su primer matrimonio con Jean, y un hijo y una hija de su matrimonio con Jackie Trent. Vive en Menorca, España, con su tercera esposa, Maggie.

## Composiciones seleccionadas

### Cine y televisión
- (1964) Crossroads
- (1965) Man Alive
- (1968) Los invencibles de Némesis (The Champions)
- (1969) The Doctors
- (1970) Codename
- (1972) Viajes con mi tía (Travels with My Aunt)
- (1972) Emmerdale
- (1972) Mr & Mrs
- (1973) Hadleigh
- (1973) Love Story
- (1973) Sportsnight
- (1977) Backs to the Land
- (1978) Sweeney 2
- (1982) Airline
- (1983) Waterloo Station
- (1985) Neighbours